# 대한민국의 핵무장론
대한민국의 핵무장론은 미국의 히로시마 핵폭탄 리틀보이로 인해 일제로부터 해방된 직후부터 계속 주장되어 왔다.

## 상호주의
국제법 질서는 기본적으로 호혜주의(reciprocity)에 따라 외교정책을 하는 것이 원칙이다. 상호주의는 흔히 "눈에는 눈, 이에는 이"라고 표현된다. 북핵과 관련해서는 원유철 의원 등 핵무장론자들은 "핵에는 핵"이 외교의 원칙이라고 주장한다.
2016년 10월 25일, 뉴욕에서 열린 미국외교협회(CFR) 주최 세미나에서 제임스 클래퍼 미국 국가정보국(DNI) 국장은 북한의 비핵화를 설득하는 미국의 정책은 아마도 '가능성이 없는 것'(lost cause)이라면서 따라서 현재 기대할 수 있는 최선의 것은 북한의 핵능력에 대한 일종의 '제한'(cap)이라고 덧붙였다. 클래퍼 국장의 발언은 북한의 핵보유를 인정하고, 사실상 핵 동결에 초점을 맞춰야 한다는 것으로, 한국 미국 정부의 공식적인 대북정책인 북한 비핵화 정책과 배치되어 논란이 있었다. 즉, 현재 미국은 북한이 이미 확보한 핵탄두는 사실상 제거할 수가 없다는 견해를 공식적인 행사에서 발언하고 있다.

## 핵 트리거 주장
2016년 7월 25일, 국회 외교통일위원회 소속 원유철 새누리당 의원이 "북한 5차 핵실험을 할 경우 우리도 핵무장 수준의 대응조치를 하는 핵 트리거(trigger) 선언을 해야 한다"고 주장했다. 5선 원유철 의원은 국회 국방위원장, 여당 새누리당의 원내대표를 지냈으며, 국회에서 매우 발언권이 있는 의원이다. 갑자기 혼자만의 독창적인 주장을 불쑥 하는 무명의 초선 의원이 아니다.
트리거(방아쇠) 조항은 미국의 북핵 관련 법률, 유엔 안보리 결의에 사용되어 온 자동개입 조항을 말한다. 북한이 이러한 구체적인 핵무장 강화 조치를 하는 것을 정지조건으로 하여, 우리는 바로 저러한 구체적인 대응조치를 하겠다고 사전에 명시하여, 북핵 활동의 진전을 저지하는 외교적 조치이다.
2016년 9월 9일 북한 5차 핵실험으로 미국 지질조사소(USGS)는 진도 5.3을 측정했다. 그러자 원유철 의원의 트리거 주장처럼, 2016년 9월 12일 2016년 경주 지진으로 미국 지질조사소(USGS)는 진도 5.4를 측정했다. 남북한 모두 굴착기의 기술적 한계인 지하 10 km 이내의 진앙으로 발표되었으며, 진도4-5는 핵실험 시에 주로 발생하는 진도로 잘 알려져 있다. 물론 한국 정부는 핵실험을 주장하지는 않았지만, 한국 역사상 한반도에서 발생한 최대 규모의 지진으로 기록되었다. 박근혜 정부가 비공식적으로 김정은 정부에 즉각적인 동일한 규모의 핵실험을 하겠다며 사전에 핵 트리거 선언을 통보했다는 보도도 없었다.

## 같이 보기
- 일본의 핵무장론(일본어판)
- 미일 핵반입 문제(일본어판)
- 비핵 3원칙
- 대한민국의 핵무기 개발